# Kostrzewa walezyjska
Kostrzewa walezyjska (Festuca valesiaca Schleich. ex Gaudin) – gatunek wieloletniej rośliny z rodziny wiechlinowatych. Roślina stepów, widnych lasostepów i półpustyń. 

## Występowanie
Występuje w umiarkowanym klimacie Eurazji od Francji na zachodzie po Chiny na wschodzie. W Polsce jest gatunkiem rzadkim; rośnie w południowej części kraju w pasie wyżyn i na pojedynczych stanowiskach na Dolnym Śląsku i w rejonie Torunia.

## Morfologia

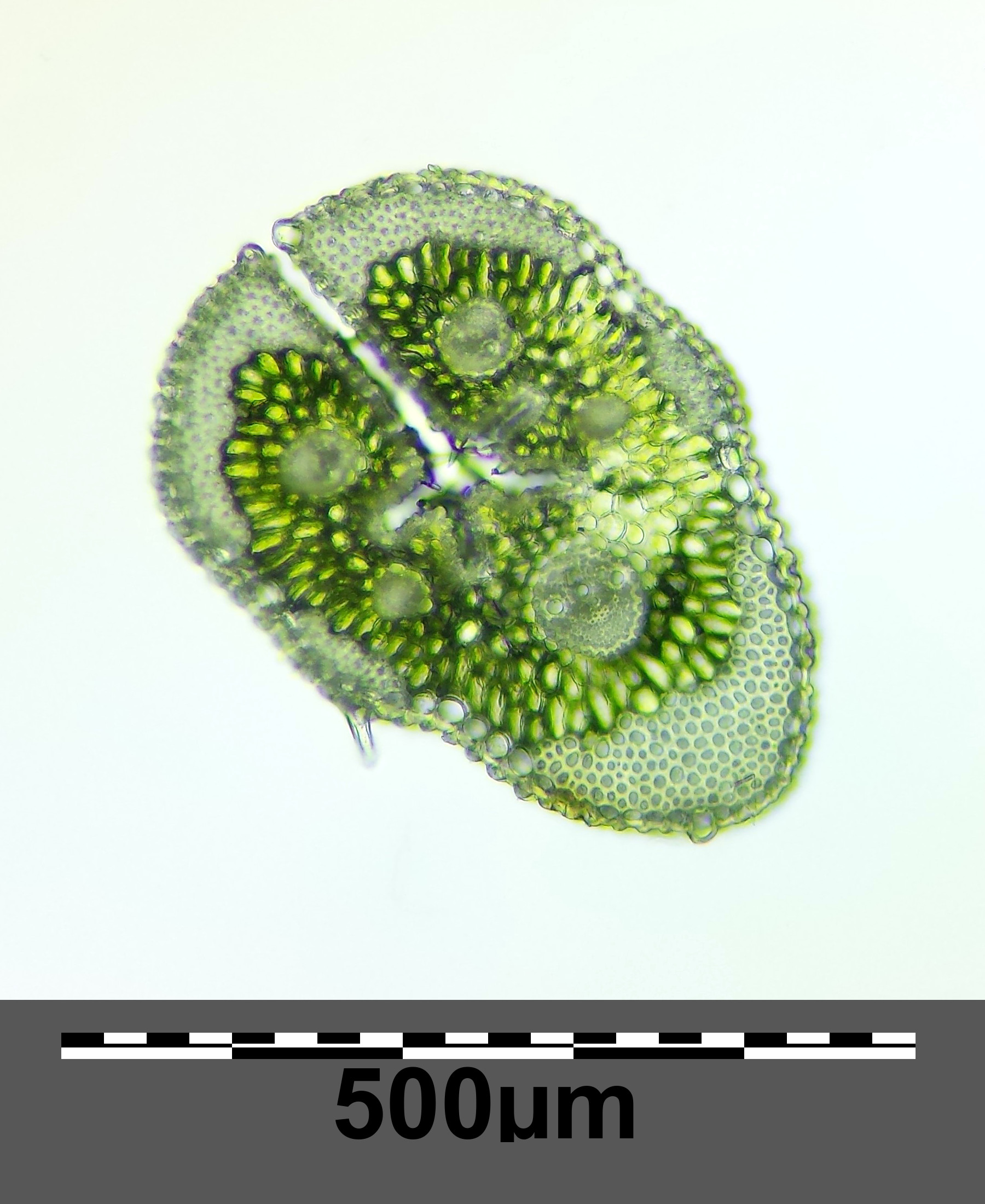
Przekrój przez liść

ŁodygaŹdźbło.
LiścieNitkowate, szorstkie, pokryte woskiem. Języczek liściowy krótki, ucięty, nagi, z uszkami obejmującymi łodygę.
KwiatyZebrane w kłoski długości ok. 6 mm. Plewka dolna z krótką ością.

## Biologia i ekologia
Bylina, hemikryptofit. Rośnie na skałach i zboczach. Kwitnie w maju i czerwcu. Gatunek charakterystyczny muraw kserotermicznych ze związku Festuco-Stipion i zespołu Sisymbrio-Stipetum capillatae.

## Zagrożenia i ochrona
Roślina umieszczona na Czerwonej liście roślin i grzybów Polski (2006, 2016) w grupie gatunków narażonych na wyginięcie (kategoria zagrożenia VU).